# Bilel Jkitou
Bilel Jkitout est un boxeur franco-marocain, né le 22 août 1992 à Nanterre. Frère de Rachid Jkitou, également boxeur, il a notamment remporté dans les rangs professionnels les titres de champion d'Afrique ABU des poids moyens, champion WBC World et Francophone en super-welters, champion d’Afrique WBA en poids moyens et champion Silver WBC des poids moyens.

## Biographie

### Enfance
Né de parents d'origine marocaine de taounate et  El jadida, il grandit dans le quartier Pablo Picasso à Nanterre.

## Carrière

### Parcours amateur
Bilel Jkitou dispute et remporte son premier combat amateur en 2008 à l’âge de 16 ans. C’est sa première victoire. Son frère Rachid préfère qu’il retourne au football. Il poursuit donc son cursus sportif dans le football et passe semi-professionnel en intégrant en 2008 l’ACBB de Boulogne-Billancourt puis le club du Red Star de Saint-Ouen.
Pourtant, en 2013, titulaire d’un BPJEPS, il part en vacances au Maroc où il s'entraine dans la salle de boxe de son frère Rachid. En septembre, il commence à s’entrainer avec Éric Tormos. En décembre 2013, Bilel gagne un combat amateur contre Adji Sangaré.
En avril 2014, il participe à la compétition challenge du 1er round où il gagne la finale contre Adji Sangaré. En juin 2014, il participe à sa dernière compétition en tant qu'amateur, compétition organisée par le comité d'Ile-de-France de Boxe et le comité départemental du 93.

### Parcours professionnel
En 2015, Bilel décide de passer professionnel. Cependant il n’a pas encore les 15 combats requis pour avoir une licence française. Binational, il obtient une licence professionnelle en combattant au Maroc puis en France avant d’obtenir sa licence française. Il remporte le 20 janvier 2018 le titre de champion d'Afrique ABU dans la catégorie des poids moyens aux dépens de Rasheed Abolaji. Le 26 avril suivant, il bat Christian Arvelo Segura pour le gain de la ceinture vacante de champion WBC Méditerranée des super-welters puis la ceinture WBC Francophone le 29 juin 2019 contre Pavel Semjonov.